# Yenagoa
Yenagoa – miasto w Nigerii, stolica stanu Bayelsa. Tradycyjna siedziba ludu Ijo.